# 발암기생충
발암기생충(發癌寄生蟲, Carcinogenic parasite)은 감염성 암원으로서의 기생충을 의미한다. 의학적으로 입증된 발암기생충으로는 흡충류, 빌하르트 주혈흡충(Schistosoma hamatobium), 타이간흡충(Opisthorchis viverrini), 간흡충(Clonorchis sinensis)이 있다. 빌하르트 주혈흡충은 아프리카와 중동에 널리 퍼져 있으며, 흡연과 함께 방광암의 주요 원인이다. 타이간흡충과 간흡충 모두 동아시아와 동남아시아에서 발견되는데, 담관암을 일으킨다. 국제 암 연구 기관은 2009년 이들을 1군 발암물질로 선언했다.
이 외에도 원생동물 발암기생충으로는 톡소포자충(Toxoplasma gondii), 작은와포자충(Cryptosporidium parvum), 질편모충(Trichomonas vaginalis), 범안열원충속(Theileria)이 있다. 열대열원충(Plasmodium falciparum) 역시 암을 일으킬 수 있다. 단방조충(Echinococcus granulosus)이나 갈고리촌충(Taenia solium)같은 촌충류도 직간접적으로 암을 일으킬 수 있다. 타이간흡충, 열대열원충같은 간흡충류는 가축들에게 암을 일으킬 수도 있다. 분선충(Strongyloides stercoralis), 맹장충 갈리나룸(Heterakis gallinarum), 쥐편충(Trichuris muris) 등의 기생충은 동물들에게서 암을 일으킬 수 있다.

## 역사
발암기생충으로 알려진 최초의 기생충은 쥐의 회충인 공길로네마 네오플라스티쿰(Gongylonema neoplasticum)이다. 덴마크의 의사 요하네스 피비게르가 1907년에 이를 처음 발견하였으며, 1913년에는 회충 감염을 유도하여 쥐에게 위암을 유발할 수 있다는 것을 보였다. 1914년에 스피롭테라 네오플라스티카(Spiroptera neoplastica)라는 이름을 붙였으나 나중에 스피롭테라 칼시노마(Spiroptera carcinoma)로 이름을 바꾸었다. 피비게르는 스피롭테라 칼시노마의 발견으로 1926년 노벨 생리학·의학상을 받았다. 그러나 이후 회충은 그 자체로 발암성이 없는 것으로 밝혀졌다. 노벨상은 "카롤린스카 연구소가 만든 가장 큰 실수 중 하나"로 불리기도 한다.
최초로 발견된 진짜 발암성 기생충은 빌하르트 주혈흡충이다. 카이로의 카스르 엘 아이니(Kasr el-Aini) 병원의 독일인 의사인 테오도르 막시밀리안 빌하르즈(Theodor Maximillian Bilharz)는 1851년 죽은 병사로부터 흡충 성체를 발견했다. 그는 이를 디스토뭄 해마토비움(Distomum haematobium)이라 명명하였는데, 현재에는 발견자를 기리기 위해 빌하르트 주혈흡충이라고 불린다. 이 기생충의 감염성과 생활사는 1915년 스코틀랜드의 의사 로버트 톰슨 레이퍼(Robert Thomson Leiper)에 의해 발견되었다. 1889년, 리버풀 왕립 의무실의 영국 외과의 레지날드 해리슨(Reginald Harrison)은 5명의 암환자들 중 4명이 이 기생충을 가지고 있다는 사실을 발견함으로써 암과의 연관성을 발견했다. 독일의 의사 카를 괴벨(Carl Goebel)은 1903년에 대부분의 빌하르트 주혈흡충 감염 환자에게서 방광암이 발생한다는 사실을 발견했다. 이후 1905년에 그는 방광암이 빌하르트 주혈흡충으로 인해 발생한다는 사실을 알아챈다.

## 1급 발암물질
빌하르트 주혈흡충(Schistosoma hamatobium), 타이간흡충(Opisthorchis viverrini), 간흡충(Clonorchis sinensis)은 모두 1급 발암물질로 분류된다.

### 빌하르트 주혈흡충
빌하르트 주혈흡충은 아프리카와 중동에서 발견되는 이생흡충류이다. 인간에게 주혈흡충증을 일으키는 주 원인이다.

### 타이간흡충
타이간흡충은 주로 담관 부위를 공격하는 식품매개 간흡충이다. 이 기생충에 의한 감염증을 간흡충증이라고 하는데, 태국 북부, 라오스, 베트남, 캄보디아에서 담관암의 주 원인으로 작용한다.

### 간흡충
간흡충은 식품매개 흡충이다. 그것은 아시아에서 가장 널리 퍼져 있는 흡충류로, 한국, 중국, 베트남 그리고 러시아에서도 발견된다. 85%가 중국에서 발견된다.